# Richard Jorif
Richard Jorif est un écrivain français né le 29 mars 1930 à Paris où il est mort le 8 septembre 2010,,.

## Biographie
Richard Jorif naît à Paris en 1930, d'une mère martiniquaise et d'un père d'origine indienne. À l'âge de seize ans, il décroche un rendez-vous chez Bernard Grasset, mais il ne s'y rendra pas, insatisfait du manuscrit qu'il comptait présenter. Il vivra ensuite de petits métiers qui lui permettront d'écrire jusqu'à la parution en 1987 de Navire Argo, premier ouvrage à lui sembler digne de publication. Il a alors 57 ans.
Cet écrivain, styliste rare, se distingue par une approche originale de la langue française, par exemple dans Le Navire Argo, son premier roman, dont l'argument tourne autour du Littré — un dictionnaire que l'auteur a découvert à 16 ans. Richard Jorif se pose en défenseur et illustrateur de la langue française ; il tire un grand plaisir à glisser dans ses textes des expressions désuètes. Richard Jorif est mort en septembre 2010.

« Quelque huit cent mille fidèles, sans compter les sous-diacres et les enfants de Marie, boutonnaient dans la divine avenue, armés de slogans jaculatoires qui vouaient les trublions à la fosse d'aisances, François Mitterrand aux fourches patibulaires, les communistes au chaudron et Daniel Cohn-Bendit à l'expiation crématoire. Levés au premier chant du coq gaulois, ils avaient, faisant la figue aux pompistes, sauté dans les autocars et gagné sans coup férir une Ville abandonnée aux nourrissons de l'anarchie. Jusqu'à l'heure de l'Allocution, contenus à grand-peine dans les contre-allées, le répertoire des chants patriotiques avait nourri leur ferveur. Maintenant, les yeux au Ciel, ils marchaient à la gloire derrière leurs députés extatiques, et un grand frisson les soulevait à la pensée de ce bonheur suprême : Michel Debré allait chanter La Marseillaise. »

— Richard Jorif, Le Navire Argo - éditions François Bourin, 1987 (p. 200)

## Œuvres
- 1987 : Le Navire Argo, roman (triptyque Frédéric Mops), éditions François Bourin
- 1988 : Clownerie, éditions François Bourin
- 1991 : Paul Valéry, éditions Lattès, 1991
- 1991 : Le Burelain (triptyque Frédéric Mops), éditions Gallimard
- 1992 : Les Persistants lilas
- 2000 : Tohu-Bohu, roman (triptyque Frédéric Mops), éditions Julliard[4]
- 2001 : Qu'est-ce que la mort, Fourrure ?, nouvelles, éditions le Cherche Midi[5]

## Distinctions
- Prix Point de mire pour Le Navire Argo
- 1988 : prix Durchon-Louvet de l’Académie française et prix Alain-Fournier pour Le Navire Argo[6]
- 1989 : prix de l'Événement du Jeudi pour Le Burelain
- 2000 : grand prix Poncetton de la Société des gens de lettres pour Tohu-Bohu[6]